# 155 mm haubica SB 155/39
SB 155/39 – hiszpańska holowana haubica kalibru 155 mm. Od połowy 80. na uzbrojeniu armii hiszpańskiej.